# Даніель Фонсека
Даніель Фонсека (ісп. Daniel Fonseca, нар. 13 вересня 1969, Монтевідео) — уругвайський футболіст, нападник. По завершенні ігрової кар'єри — футбольний агент.
Насамперед відомий виступами за «Ювентус», низку інших італійських клубів, а також національну збірну Уругваю.
Чемпіон Італії. Володар Суперкубка Італії з футболу. Чемпіон Уругваю. Володар Кубка Лібертадорес. Володар Міжконтинентального кубка. Переможець Рекопи Південної Америки. Володар Кубка Інтертото. 

## Клубна кар'єра
Народився 13 вересня 1969 року в місті Монтевідео. Вихованець футбольної школи клубу «Насьйональ». Дорослу футбольну кар'єру розпочав 1988 року в основній команді того ж клубу, в якій провів два сезони, взявши участь у 14 матчах чемпіонату.  За цей час виборов титул переможця Рекопи Південної Америки.
Згодом перебрався до Італії, з 1990 по 1997 рік грав у складі команд клубів «Кальярі», «Наполі» та «Рома».
Своєю грою за останню команду привернув увагу представників тренерського штабу клубу «Ювентус», до складу якого приєднався 1997 року. Відіграв за «стару сеньйору» наступні чотири сезони своєї ігрової кар'єри. За цей час додав до переліку своїх трофеїв титули володаря Суперкубка Італії з футболу та чемпіона Італії, ставав володарем Кубка Інтертото.
Протягом 2002 року захищав кольори аргентинського «Рівер Плейта» та уругвайського «Насьйоналя».
Завершив професійну ігрову кар'єру в Італії, у клубі «Комо», за команду якого виступав протягом 2002—2003 років.

## Виступи за збірну
1990 року дебютував в офіційних матчах у складі національної збірної Уругваю. Протягом кар'єри у національній команді, яка тривала 8 років, провів у формі головної команди країни 30 матчів, забивши 11 голів.
У складі збірної був учасником чемпіонату світу 1990 року в Італії, а також домашнього розіграшу Кубка Америки 1995 року, на якому уругвайці здобули титул континентальних чемпіонів.

## Титули і досягнення

### Клубні
- Чемпіон Італії (1):

«Ювентус»:  1997–98
- Володар Суперкубка Італії з футболу (1):

«Ювентус»:  1997
- Чемпіон Уругваю (1):

«Насьйональ»:  2002
- Володар Кубка Лібертадорес (1):

«Насьйональ»:  1988
- Володар Міжконтинентального кубка (1):

«Насьйональ»:  1988
- Переможець Рекопи Південної Америки (1):

«Насьйональ»:  1989
- Володар Кубка Інтертото (1):

«Ювентус»:  1999

### У збірній
- Володар Кубка Америки (1):

Уругвай: 1995